# The Jewel of the Nile
The Jewel of the Nile là một phim hành động-phiêu lưu hài lãng mạn của Mỹ năm 1985 và là phần tiếp nối của phim Romancing the Stone (1984), do Lewis Teague đạo diễn và sản xuất bởi một trong dàn diễn viên của phim, Michael Douglas. Phim có sự tham gia của Douglas, Kathleen Turner và Danny DeVito lần lượt đảm nhận các vai của họ trong phần trước.

## Nội dung
Joan Wilder là một tiểu thuyết gia với những tác phẩm văn học thể loại lãng mạn trong khi đang hoàn thành tác phẩm Romance the Stone, kể về mối tình lãng mạn của Joan Wilder (Kathleen Turner) và Jack Colton (Michael Douglas) nhưng đã sớm trở nên nhàm chán với cả chính cô. Khi neo đậu tại một cảng ở miền Nam nước Pháp, Joan thể hiện sự chán nản khi ném chiếc máy đánh chữ của mình xuống dòng sông và nói với Jack rằng cô muốn trở về New York, trong khi Jack chỉ muốn chèo thuyền vòng quanh thế giới trên chiếc thuyền của mình được anh đặt tên là Angelina. Trong một buổi đính hôn ký tặng sách, Joan gặp Omar (Spiros Focás), một nhà cai trị Ả Rập quyến rũ với vẻ ngoài vô cùng lịch thiệp, vì ngưỡng mộ lối viết văn hoa mĩ và lãng mạn nên hắn muốn Joan viết tiểu sử của mình trước khi hắn lên nắm quyền cai trị. Joan chấp nhận và rời đi với Omar nhưng gặp phải sự phản kháng của Jack và quyết định sẽ chia tay để theo đuổi ước mong riêng của mỗi người. Omar cùng Joan đi ra ngoài ô tô thì có 1 kẻ khủng bố đã đâm con dao vào ngực Omar và hô lớn " Vì tự do của Al-quada" nhưng Omar không chút tổn thương vì đã luôn mặc áo giáo theo người và kẻ đó cũng nhảy xuống sông và trốn thoát. Jack sau đó tình cờ gặp Ralph (Daniel DeVito), kẻ lừa đảo từ cuộc phiêu lưu trước đó của Jack và Joan trong Colombia, Ralph chĩa súng vào Jack gần như sẽ bóp cò vì trước đó hắn phải ngồi tù chịu những khó khăn thay cho Jack và Joan. Ngay sau đó, một người Ả Rập chính kẻ đã đâm dao vào ngực Omar trước đó, Tarak (Paul David Magid), thông báo cho Jack về mưu đồ thực sự của Omar và tuyên bố rằng Omar có "Viên ngọc của sông Nile"; ngay khi Tarak kết thúc lời giải thích của mình, Angelina phát nổ từ một quả bom do một trong những người của Omar đã gài với ý định giết chết Jack. Ralph và Jack đồng ý hợp tác để tìm Joan và viên ngọc huyền thoại.
Joan sớm phát hiện ra rằng Omar là một nhà độc tài tàn bạo chứ không phải là nhà cai trị giác ngộ mà ông tuyên bố sẽ hợp nhất thế giới Ả Rập. Trong nhà tù cung điện, Joan gặp Al-Julhara (Avner Eisenberg), một người đàn ông hiền lành chính có ý tưởng to lớn nhưng lại có chút yếu đuối là "Viên ngọc của sông Nile" mà mọi người nhắc tới sau đó họ bị giam chung trong một căn phòng nhưng bảo mật chỉ là một trò đùa. Cặp đôi trốn thoát và tìm thấy Jack trong khi Jjack và Ralph đang cố xâm nhập vao cung điện của Omar, và họ chạy trốn vào sa mạc trong chiếc máy bay chiến đấu F-16 của Omar. Ralph bị bắt giữ bởi bộ lạc nổi loạn của Tarak, người đã tuyên thệ bảo vệ Al-Julhara để anh ta có thể hoàn thành định mệnh của người dân.
Sau khi gặp một bộ lạc châu Phi ở vùng núi Nubian, Jack bị buộc phải đấu vật với con trai của tù trưởng và Jack đã chiến thắng khi hạ gục anh ta bằng một cú đập mạnh sau gáy, ở đây họ được chào đón như những vị khách cao quí nhất. Có vẻ như tại đây tất cả hiểu lầm và khó khăn trước đó đã lùi xa và họ đã trao nhau tình yêu chân thành nhất. Joan nói với Jack rằng viên ngọc không phải là đá quý mà là Al-Julhara và nhận lại là sự thất vọng của Jack. Ba người họ trốn lên một chiếc xe lửa nhưng lại gặp sự truy đuổi gắt gao của thuộc hạ Omar nhưng đã đi vào căn phòng mà Omar đã ngồi chờ sẵn. Ở Kadir, Omar dự định sử dụng hiệu ứng đặc biệt với khói và gương như một thứ ảo thuật để thuyết phục nhân dân rằng ông là nhà tiên tri sẽ hợp nhất thế giới Ả Rập. Omar cho chói Jack và Joan bằng dây thừng trên một hố sâu với nhiều con chuộc khát máu đang chờ sẵn ở dưới. chiếc dây thừng đang đứt dần do sự ăn mòn của Acid (kịch bản lấy từ cuốn tiểu thuyết bán chạy nhất của Joan, Bí mật man rợ) trong khi Al-Julhara đang ở trong một trại giam; Ralph, cùng với bộ lạc Sufi, đến kịp lúc để giải cứu ba tù nhân.
Khi Omar chiếm sân khấu trung tâm để giải quyết vấn đề của người Ả Rập, Jack và Joan làm gián đoạn buổi lễ trong khi Sufi ngăn cản những người bảo vệ của Omar. Một ngọn lửa bùng phát, nhấn chìm sân khấu của Omar.. Được hỗ trợ bởi Ralph sử dụng một cần cẩu khổng lồ, Jack tiếp cận Joan trong một khoảng thời gian và đánh bật Omar sang một bên và lao vào ngọn lửa, giết chết anh ta. Al-Julhara trỗi dậy và bước đi an toàn qua ngọn lửa, hoàn thành lời tiên tri rằng ông là thủ lĩnh tinh thần thực sự.
Ngày hôm sau, Jack và Joan kết hôn với Al-Julhara. Trong khi Ralph thực sự hạnh phúc cho Jack và Joan, anh ta lại than vãn một lần nữa vì không có gì cho những nỗ lực của mình, nhưng Tarak thừa nhận rằng anh ta là một người bạn Sufi thực sự và tặng anh ta một con dao găm trang sức khi Jack và Joan vui vẻ đi thuyền xuống sông Nile.